# Iris binata
Iris binata är en irisväxtart som beskrevs av Philipp Johann Ferdinand Schur. Iris binata ingår i släktet irisar, och familjen irisväxter. Inga underarter finns listade i Catalogue of Life.